# Zygolophodon turicensis
Espèce
Zygolophodon turicensis est une espèce éteinte de proboscidiens de la famille des Mammutidae.
Il a vécu en Europe durant le Miocène et le Pliocène. Des restes de Z. turicensis ont été retrouvés dans un gisement d'âge vindobonien de Malartic, dans le Gers (France), datant du Miocène. Il serait apparu en France au Burdigalien moyen.